# Tikotinovo muzeum japonského umění
Tikotinovo muzeum japonského umění, které se nachází v izraelském městě Haifa, je věnováno výhradně výstavě a zachování japonského umění a je jediné svého druhu na Blízkém východě. Bylo založeno roku 1959 z iniciativy milovníka japonského umění Felixe Tikotina (1893–1986) z Nizozemska a později Abby Hušiho, který byl toho času starostou Haify.
18. května 1958 zakoupila haifská radnice Kišův dům, na jehož pozemcích se dnes muzeum nachází. V Kišově domě se dnes nachází muzejní kanceláře, konají se zde workshopy a dále zde je japonská místnost a knihovna, která je největší svého druhu v Izraeli a jež obsahuje na tři tisíce knih a akademických publikací o umění a kultuře Japonska.
25. května 1960 bylo Japonské muzeum otevřeno veřejnosti. V letech 1966 až 1993 muzeum řídil Eli Lacman. Během těchto let se muzeu dostalo mezinárodního ohlasu a dotací, včetně finanční podpory od japonského milionáře Ryuichi Sasakawy.
V muzejních kolekcích se nachází přes sedm tisíc předmětů, včetně maleb, potisků, kreseb, textilií, starověkých ilustrovaných knih, keramiky, vyřezávaných miniatur (necuke), předmětů z kovu a laku, antické meče a ruční výrobky, především ze 14. až 19. století. Nachází se zde rovněž moderní japonské umění.
V roce 1995 bylo japonským architektem Junzo Yošimurou navrženo nové křídlo muzea.